# Silkwood
Silkwood è un film del 1983 diretto da Mike Nichols, con Meryl Streep, Kurt Russell e Cher, tratto dalla storia vera di Karen Gay Silkwood, attivista sindacale americana morta nel 1974.

## Trama
Karen Silkwood lavora come operaia all'impianto di produzione di combustibile nucleare Cimarron Fuel Fabrication Site, di proprietà della Kerr-McGee, vicino Crescent, in Oklahoma.
Nella fabbrica ci sono varie linee di produzione riguardanti la lavorazione di uranio e plutonio grezzi e semilavorati, fino alla produzione delle barre di combustibile per le centrali nucleari: un'attività che comporta il pericolo costante di esposizioni alle radiazioni. Divide la casa con altre due persone: il fidanzato Drew Stephens e l'amica Dolly Pelliker. Karen, per colpa di un passato a base di alcol e droga, si è separata dal marito che vive lontano e ha la custodia dei tre figli.
Dopo lo shock di una prima contaminazione, grazie all'attivismo sindacale trova una nuova ragione di vita. Inizia quindi una ricerca caparbia sulle condizioni di sicurezza nell'azienda in cui lavora e scopre alcune anomalie nella gestione dell'impianto. Si trova ad avere contro i suoi stessi colleghi, del tutto ignari circa gli effetti dell'esposizione massiccia al plutonio, ma soprattutto timorosi di rimanere senza lavoro.
Karen rimane più volte contaminata in maniera misteriosa e tracce di radioattività vengono trovate anche nella sua abitazione. La dirigenza dell'impianto si offre di aiutarla, a patto di un impegno formale a non rivelare nulla che riguardi l'attività dell'impianto. Lei rifiuta e continua la sua lotta, decisa a mostrare a un giornalista contattato dal sindacato le prove raccolte: purtroppo muore in un misterioso incidente di auto la sera in cui avrebbe dovuto incontrarlo.

## Riconoscimenti
- 1984 – Premio Oscar
  - Nomination Migliore regia a Mike Nichols
  - Nomination Miglior attrice protagonista a Meryl Streep
  - Nomination Miglior attrice non protagonista a Cher
  - Nomination Migliore sceneggiatura originale a Nora Ephron e Alice Arlen
  - Nomination Miglior montaggio a Sam O'Steen

- 1984 – Golden Globe
  - Miglior attrice non protagonista a Cher
  - Nomination Miglior film drammatico
  - Nomination Migliore regia a Mike Nichols
  - Nomination Miglior attrice in un film drammatico a Meryl Streep
  - Nomination Miglior attore non protagonista a Kurt Russell

- 1985 – Premio BAFTA
  - Nomination Miglior attrice protagonista a Meryl Streep
  - Nomination Miglior attrice non protagonista a Cher

- 1983 – Los Angeles Film Critics Association Award
  - Nomination Miglior attrice non protagonista a Cher

- 1983 – New York Film Critics Circle Awards
  - Nomination Miglior film
  - Nomination Miglior attrice protagonista a Meryl Streep
  - Nomination Miglior attrice non protagonista a Cher

- 1984 – Nastro d'argento
  - Nomination Miglior attrice straniera a Meryl Streep

- 1984 – National Society of Film Critics Awards
  - Nomination Miglior attrice non protagonista a Cher

- 1984 – WGA Award
  - Nomination Miglior sceneggiatura originale a Nora Ephron e Alice Arlen

- 1984 – Kansas City Film Critics Circle Awards
  - Miglior attrice protagonista a Meryl Streep